# Frank De Felitta
Frank Paul De Felitta (Nova Iorque, 3 de agosto de 1921 – Los Angeles, 29 de março de 2016) foi um escritor, cineasta, produtor, ator e piloto norte-americano.
Conhecido por livros de horror e suspensa, é o autor de Audrey Rose, que inspirou o filme Audrey Rose de 1977, Anthony Hopkins e Marsha Mason, e The Entity. De Felitta foi aclamado por seus roteiros para filmes e documentários para a televisão nos anos 1960, incluindo um filme para a NBC sobre a segregação no sul dos Estados Unidos chamado Booker's Place: A Mississippi Story, que teve consequências trágicas, com a morte de Booker Wright, garçom negro que trabalhava em um restaurante para brancos e foi morto a tiros após a veiculação do documentário.

## Biografia
De Felitta nasceu no Bronx, na cidade de Nova Iorque, em 1921. Era filho de Pasquale Autori, um pintor, e de Jenny De Felitta, imigrantes italianos que fugiram da Primeira Guerra Mundial na Europa. A vida tumultuada do pai foi escrita em seu último livro, L'Opera Italiano (2012). De Felitta cresceu e estudou no Bronx, formando-se no ensino médio na Theodore Roosevelt High. Alistou-se na Força Aérea do Exército dos Estados Unidos com a eclosão da Segunda Guerra Mundial e enviado para o fronte onde serviu como piloto.

## Carreira
Com o fim dos conflitos, De Felitta deu baixa do Exército e voltou para Nova Iorque, onde começou a trabalhar com edição de programas de rádio, como a popular série de suspensa "The Whistler". Editar os programas o levou a roteirizar alguns deles, o que o iniciou na escrita. De Felitta então passou para a televisão, onde além de roteirizar começou a produzir e dirigir programas, o que levaram a indicações para o Prêmio Emmy em 1963 e 1968 por seus documentários. Também recebeu indicações para o Prêmio Peabody e para o Prêmio da Writers Guild of America.
No começo da década de 1970, ele já estava trabalhando com roteiros para o cinema, incluindo os roteiros de The Edict (1971) e The Savage is Loose (1974), ambos em parceria com Max Ehrlich. Ambos foram publicados em formato de livro por Max Ehrlich.
Seu primeiro livro foi o thriller Oktoberfest (1973), que não foi muito bem-sucedido, mas ele lucrou o suficiente para poder trabalhar naquele mesmo ano em seu próximo livro, Audrey Rose (1975), um livro de horror que envolve a reencarnação de uma criança foi um grande sucesso, tendo vendido mais de 3,5 milhões de cópias, ganhando tradução em vários países. O sucesso levou a uma adaptação para o cinema, de 1977, com roteiro de De Felitta, em uma sequência, o livro For Love of Audrey Rose (1982).
Seu livro seguinte, The Entity (1978), baseia-se no caso real de uma mulher chamada Doris Bither que acreditava ser assombrada pelo espírito de um estuprador. O livro foi novamente um grande sucesso, sendo adaptado para o cinema em 1982, estrelando Barbara Hershey. Outro livro de sucesso foi Golgotha Falls (1984) e o filme de horror Dark Night of the Scarecrow (1981), dirigido por De Felitta. Ele também dirigiu Scissors (1991), estrelando Sharon Stone.

## Morte
Frank De Felitta morreu em 30 de março de 2016, em Los Angeles, aos 94 anos, de causas naturais. Deixou um filho, Raymond, uma filha, Ivy-Eileen e um neto.

## Filmes dirigidos
- 1991 - Scissors
- 1986 - O Assassino no Espelho (filme para a )
- 1981 - A Vingança do Espantalho (filme para a TV)
- 1979 - Os Dois Mundos de Jennie Logan (filme para a TV)
- 1973 - Os Dobermans Atacam (filme para a TV)
- 1965 - The Stately Ghosts of England (filme para a TV